# Boljevac (Kruševac)
Pour les articles homonymes, voir Boljevac (homonymie).
Boljevac (en serbe cyrillique : Бољевац) est un village de Serbie situé sur le territoire de la Ville de Kruševac, district de Rasina. Au recensement de 2011, il comptait 125 habitants.

## Démographie
| 1948 | 1953 | 1961 | 1971 | 1981 | 1991 | 2002 | 2011 |
| ---- | ---- | ---- | ---- | ---- | ---- | ---- | ---- |
| 309  | 336  | 334  | 307  | 231  | 195  | 151  | 125  |

|  |